# László Sternberg
László Sternberg (28 de maig de 1905 - 4 de juliol de 1982) fou un futbolista hongarès de la dècada de 1930 i entrenador.
Fou internacional amb la selecció d'Hongria, amb la qual disputà la Copa del Món de futbol de 1934. Començà la seva carrera a Itàlia a Novese Novi Ligure i Andrea Doria Més tard jugà a Újpest FC i a diversos clubs dels Estats Units.